# The Last Ship (serie televisiva)
The Last Ship è una serie televisiva post apocalittica statunitense creata da Hank Steinberg e Steven Kane che è stata trasmessa dal 2014 al 2018 per cinque stagioni sul canale TNT. Prodotta, tra gli altri, da Michael Bay, la serie si basa sull'omonimo romanzo del 1988 di William Brinkley.
In Italia viene trasmessa dalle reti del gruppo Mediaset.

## Trama
Dopo che una pandemia globale ha ucciso l'80% della popolazione mondiale, l'equipaggio del USS Nathan James, un cacciatorpediniere lanciamissili classe Arleigh Burke della Marina degli Stati Uniti, cerca di trovare le cause del virus ed evitare la totale estinzione dell'umanità. Il Comandante Tom Chandler guida il suo equipaggio alla ricerca della verità, con l'aiuto del suo secondo in comando Mike Slattery e della biologa Rachel Scott.

## Episodi
La prima stagione, composta da dieci episodi, ha debuttato negli Stati Uniti il 22 giugno 2014. In Italia la serie è andata in onda in prima visione su Italia 1 a partire dal 12 settembre 2014.
Il 18 luglio la serie è stata rinnovata per una seconda stagione da 13 episodi ed è stata trasmessa a partire dal 21 giugno 2015 in prima visione assoluta da TNT. In Italia la seconda stagione è andata in onda in prima visione su Italia 1 a partire dal 10 maggio 2016.
A conclusione della seconda stagione, il network ha chiesto a TNT la continuazione della serie per un altro anno, portando così a 3 il numero di stagioni della serie, rinnovando nuovamente con altri tredici episodi. I primi due episodi della terza stagione sono andati in onda negli Stati Uniti il 19 giugno 2016, con una settimana di ritardo a causa della tragica strage di Orlando.
TNT successivamente ha deciso sotto richiesta del pubblico di rinnovare nuovamente con una quarta e una quinta stagione.
Il 16 maggio 2018, è stato annunciato che la quinta stagione sarà l'ultima, la data della première, inizialmente programmata il 19 agosto 2018 è stata posticipata al 9 settembre 2018.
| Stagione         | Episodi | Prima TV originale | Prima TV Italia |
| ---------------- | ------- | ------------------ | --------------- |
| Prima stagione   | 10      | 2014               | 2014            |
| Seconda stagione | 13      | 2015               | 2016            |
| Terza stagione   | 13      | 2016               | 2016-2017       |
| Quarta stagione  | 10      | 2017               | 2017            |
| Quinta stagione  | 10      | 2018               | 2019            |

## Personaggi e interpreti

### Principali
- comandante (successivamente promosso capitano di vascello come capo delle operazioni navali[10], avendo rifiutato il grado di Ammiraglio) Tom Chandler (stagione 1-5), interpretato da Eric Dane;
- dott.ssa Rachel Scott (stagioni 1-2), interpretata da Rhona Mitra;
- capitano di fregata  (successivamente promosso capitano di vascello) Mike Slattery (stagione 1-5), interpretato da Adam Baldwin;
- sottufficiale capo mastro della Marina[11] Russ Jeter (stagione 1-5), interpretato da Charles Parnell;
- Quincy Tophet (stagione 1, guest stagione 2), interpretato da Sam Spruell;
- tenente di vascello Danny Green (stagione 1-5), interpretato da Travis Van Winkle;
- tenente di vascello Kara Foster (stagione 1-5), interpretata da Marissa Neitling;
- tenente di vascello Alisha Granderson (stagione 1-5), interpretata da Christina Elmore;
- Ken "Tex" Nolan (ricorrente stagioni 1, 2, ricorrente stagione 3), interpretato da John Pyper-Ferguson;
- tenente di vascello Carlton Burk (ricorrente stagione 1, stagione 2-5), interpretato da Jocko Sims;
- marinaio (ricorrente stagioni 1-2, stagione 3-5), interpretato da Kevin Michael Martin;
- sottufficiale capo anziano[12] Wolf "Wolf-Man" Taylor (ricorrente stagione 2, stagione 3-5), interpretato da Bren Foster;
- Sasha Cooper (stagione 3-5), interpretata da Bridget Regan;
- tenente di vascello Cameron Burk (stagione 3-5), interpretato da LaMonica Garrett;
- sergente Azima Kandie (stagione 4-5), interpretato da Jodie Turner-Smith.

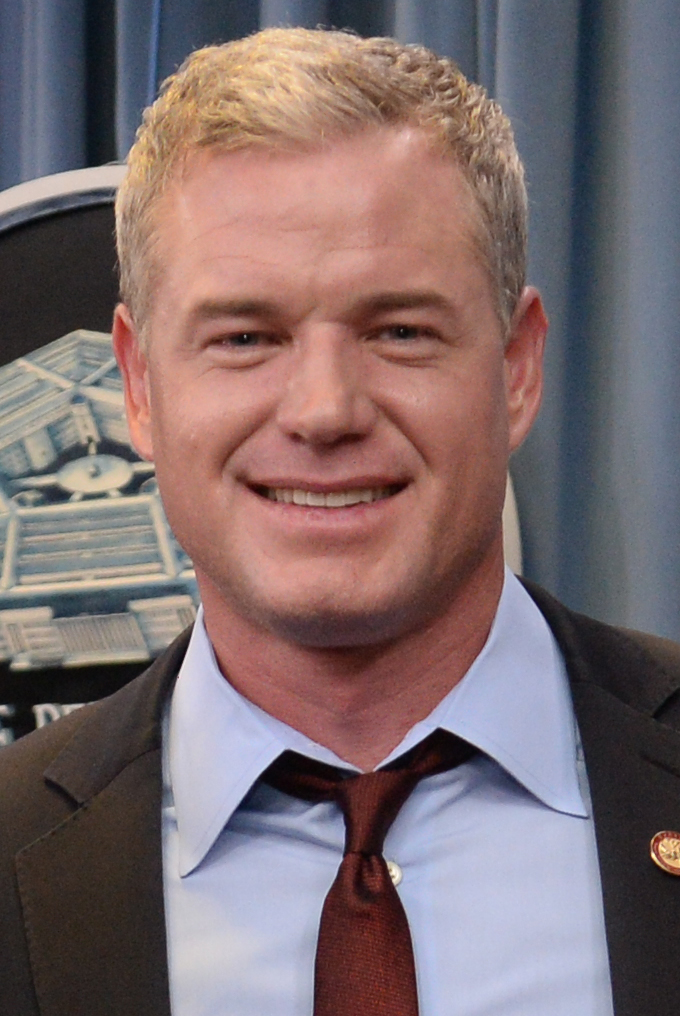
Eric Dane interpreta Tom Chandler
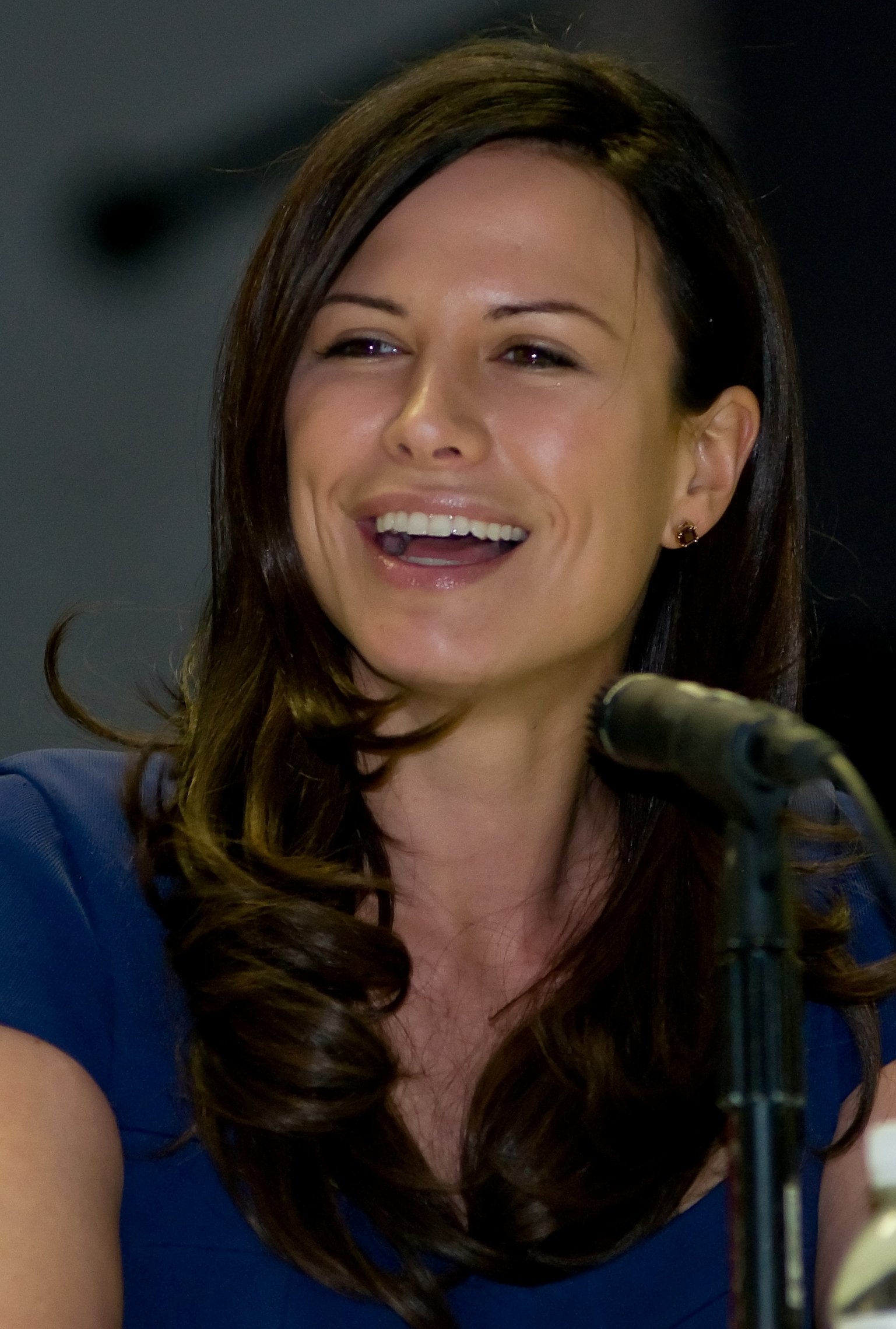
Rhona Mitra interpreta Rachel Scott
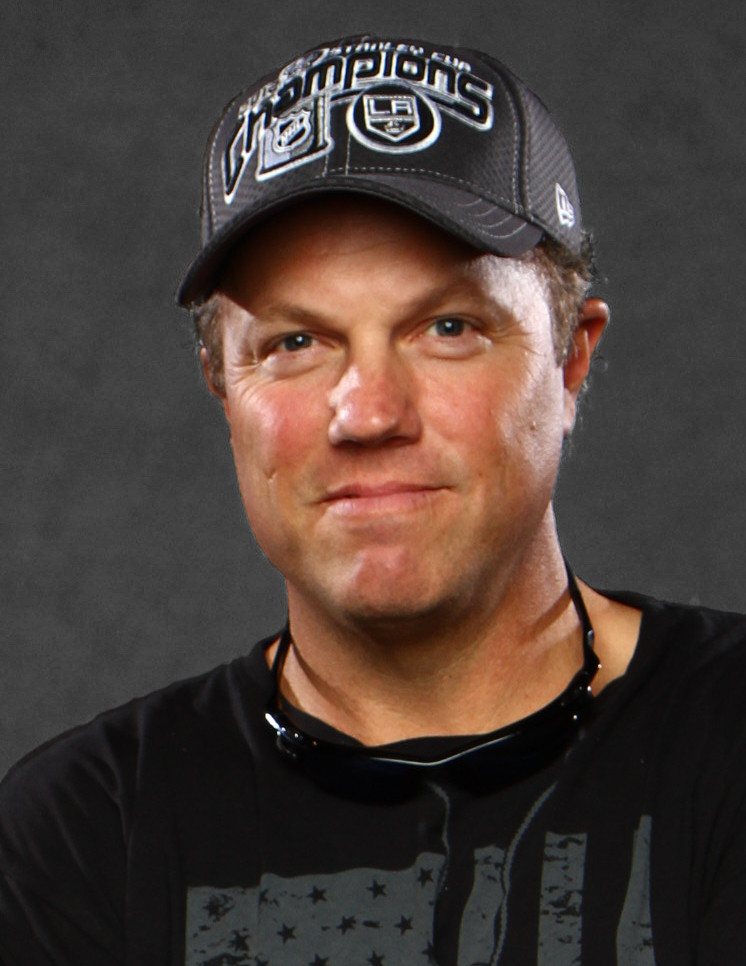
Adam Baldwin interpreta Mike Slattery
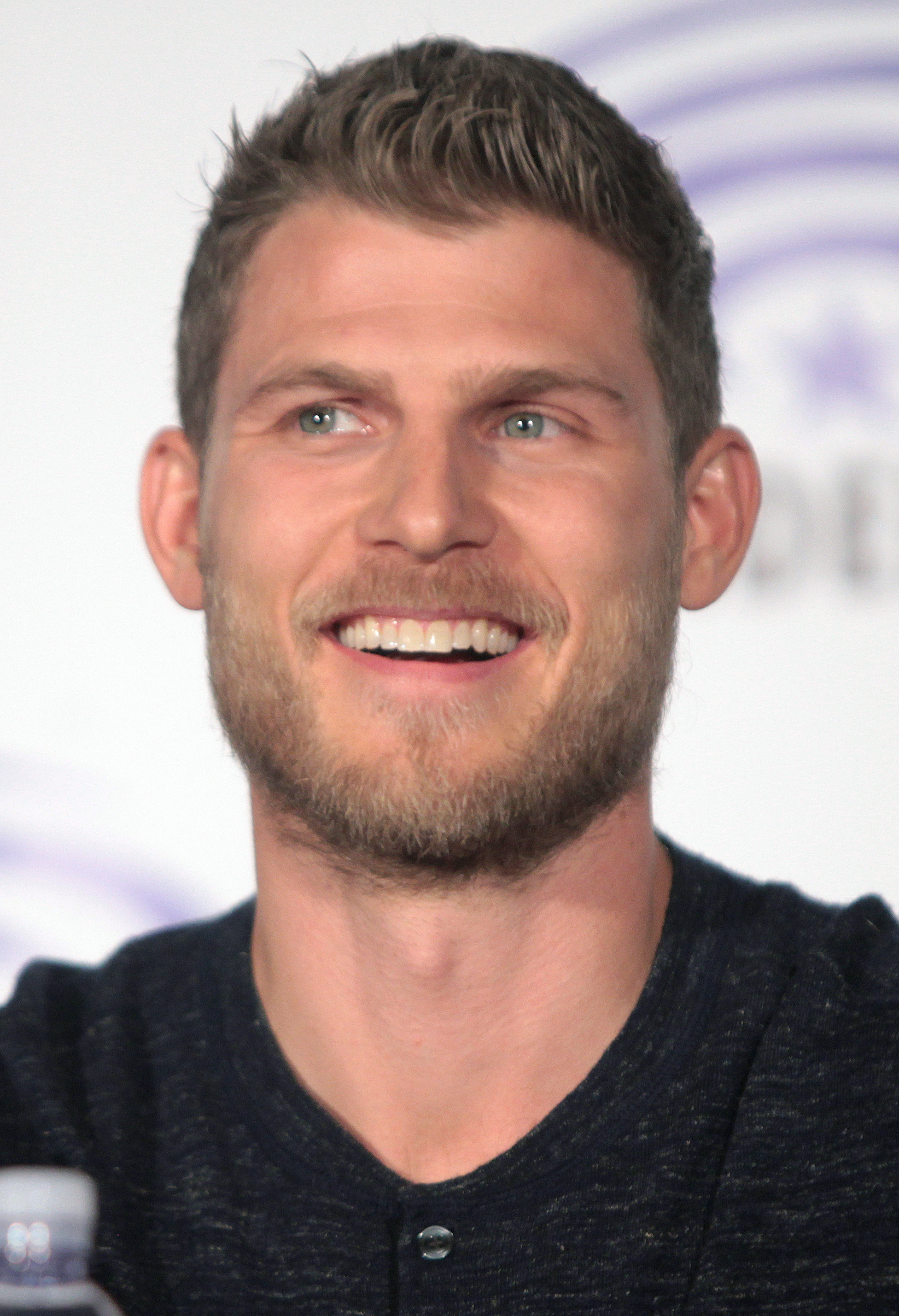
Travis Van Winkle interpreta Danny Green
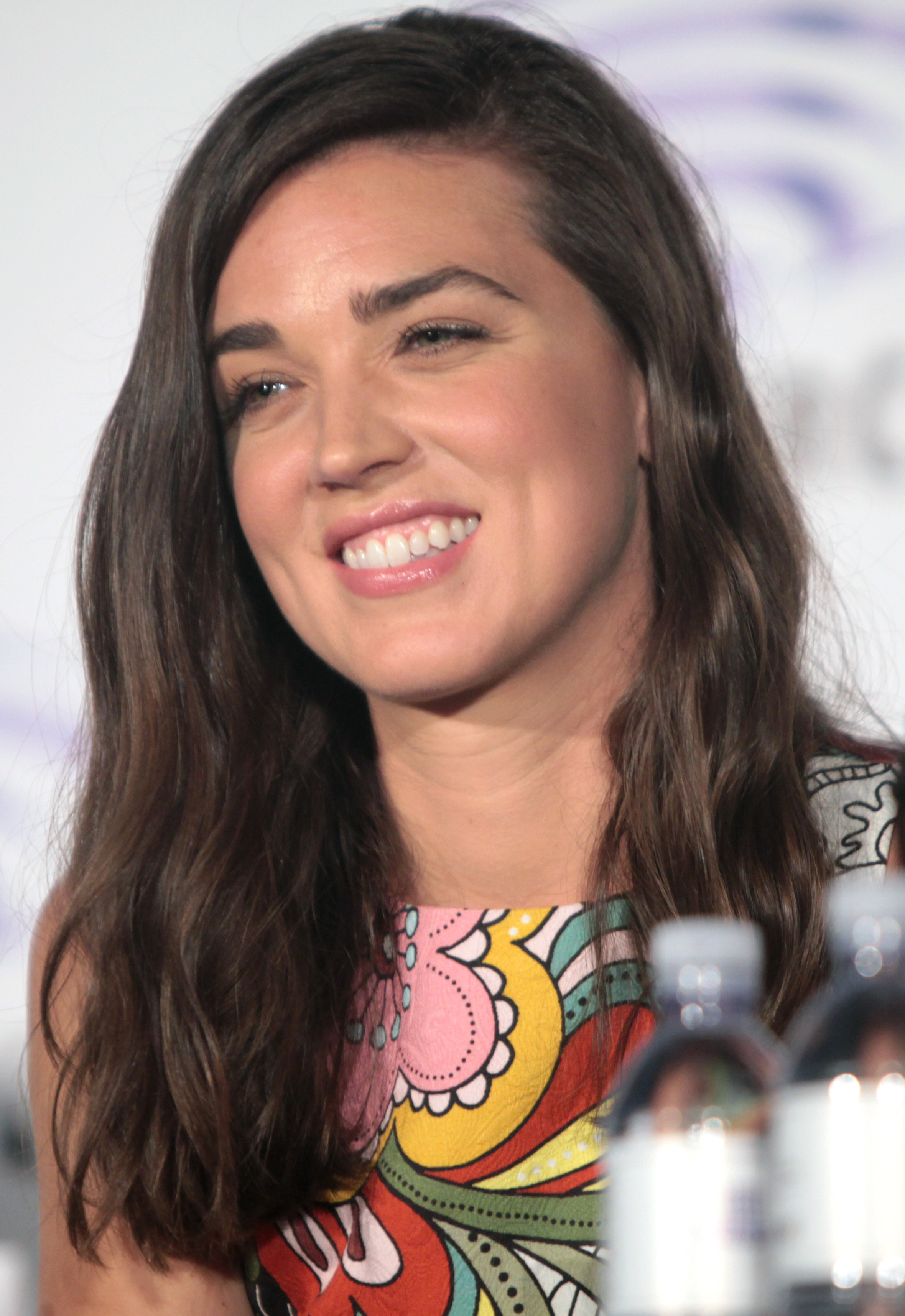
Marissa Neitling interpreta Kara Foster
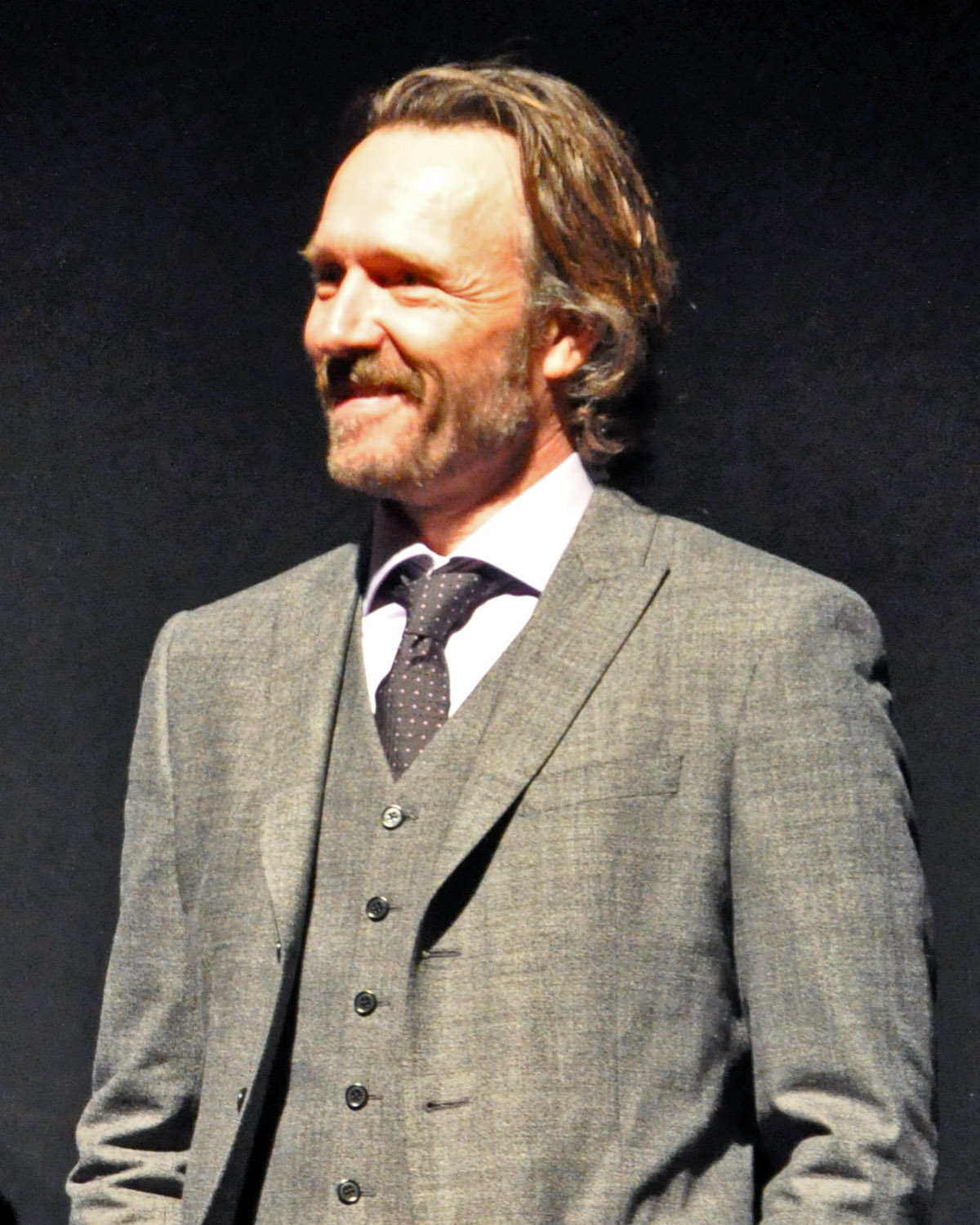
John Pyper-Ferguson interpreta Ken "Tex" Nolan
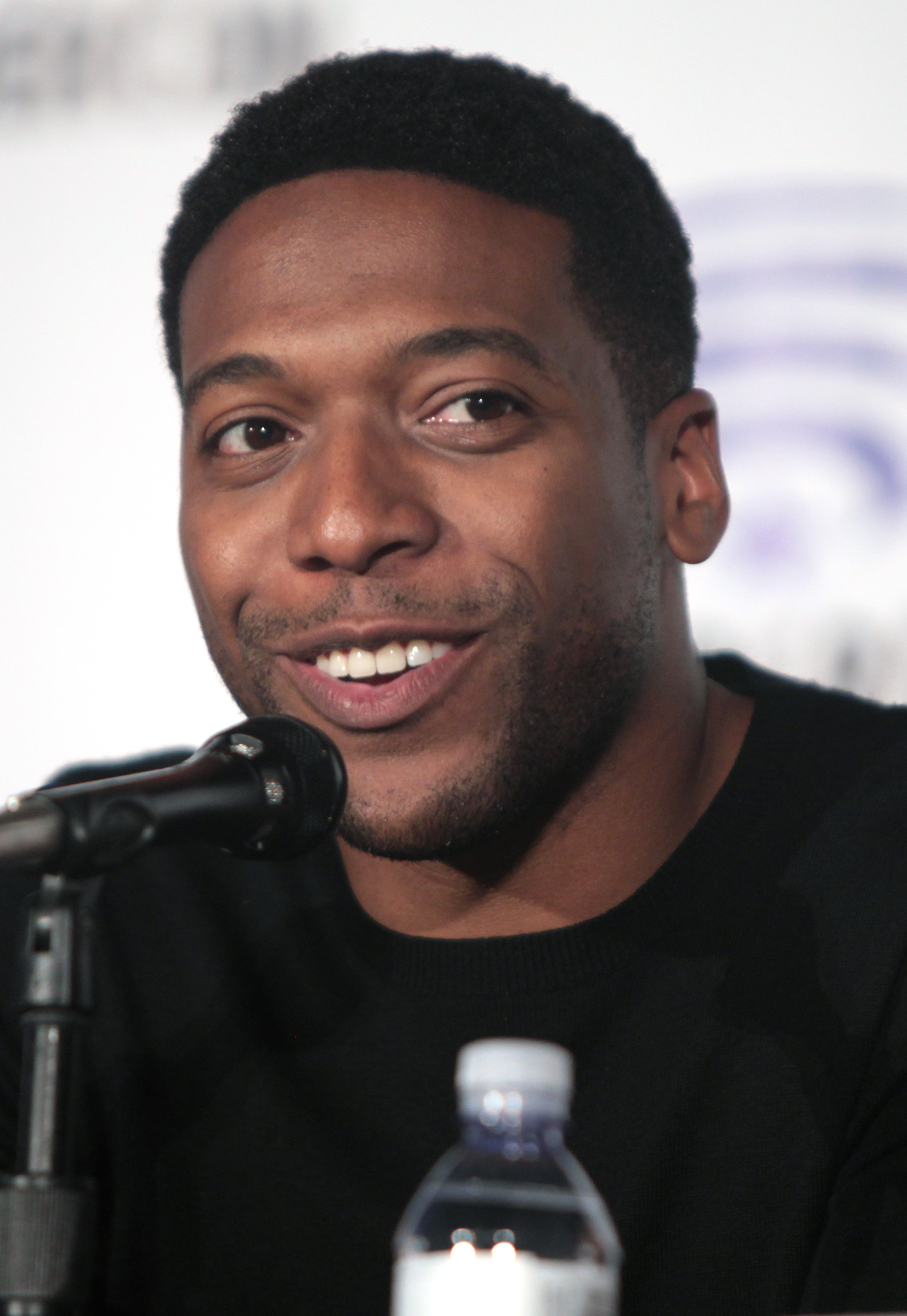
Jocko Sims interpreta Carlton Burk
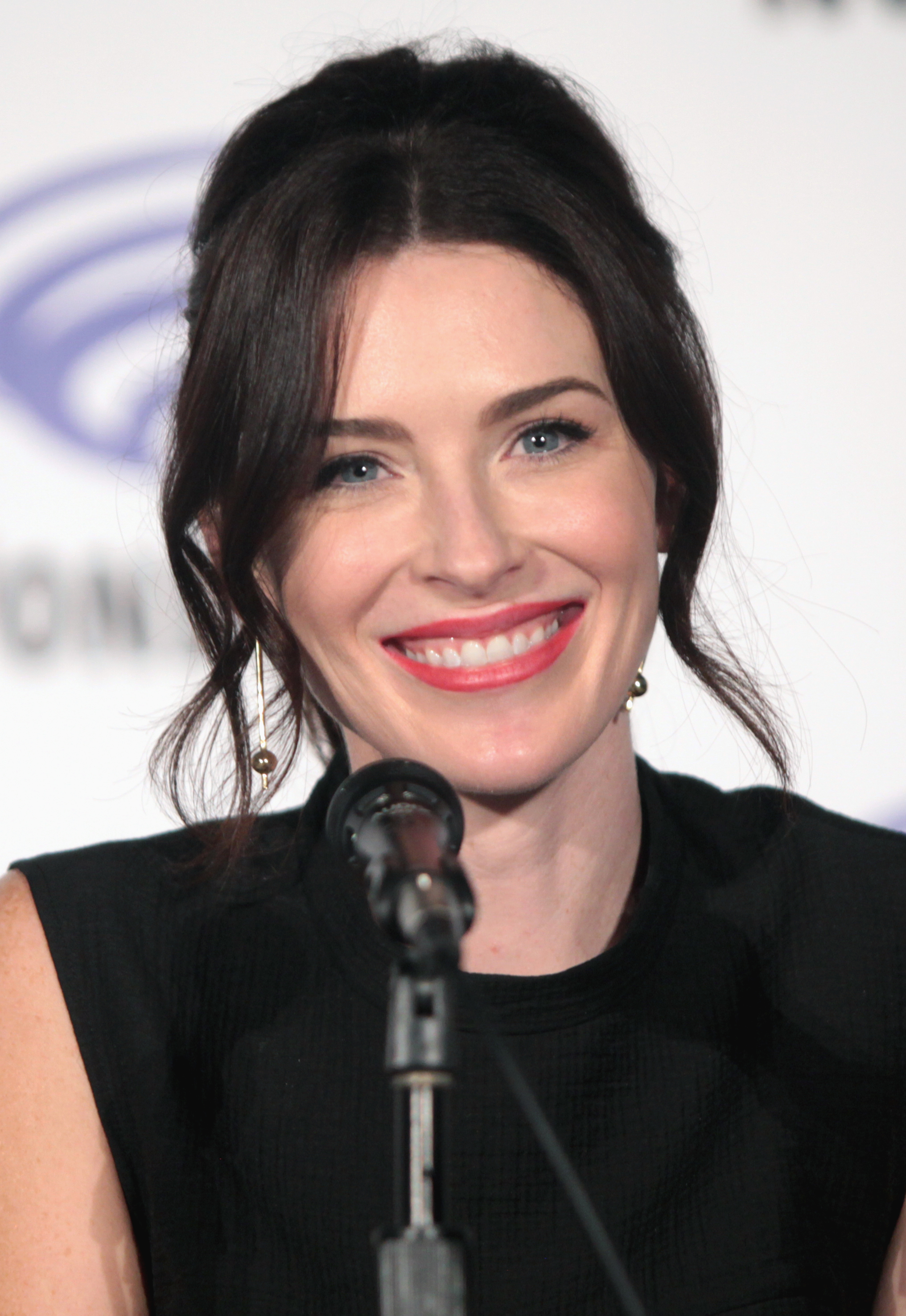
Bridget Regan interpreta Sasha

### Ricorrenti

#### Equipaggio delNathan James
- capitano di corvetta Andrea Garnett, interpretata da Fay Masterson;
- capitano di corvetta Barker, interpretato da Jamison Haase;
- tenente di vascello John "Gator" Mejia, interpretato da Michael Curran-Dorsano;
- tenente di vascello Ravit "Ravi" Bivas, interpretato da Inbar Lavi;
- sottotenente di vascello Andy Chung, interpretato da Andy T. Tran;
- guardiamarina Will Mason, interpretato da Chris Sheffield;
- sottufficiale capo anziano[12] Lynn, interpretato da Chris Marrs;
- medico di bordo, tenente di vascello "Doc" Rios, interpretato da Maximiliano Hernández;
- specialista di sistema di tiro di 1ª classe Carl Nishioka, interpretato da Ben Cho;
- specialista di cucina di 2ª classe Bernie "Bacon" Cowley, interpretato da Amen Igbinosun;
- sottufficiale di 2ª classe[13] Cruz, interpretata da Ness Bautista;
- sottufficiale di 3ª classe[14] Cossetti, interpretato da Tommy Savas;
- tecnico di macchine di 3ª classe O'connor, interpretato da Paul James;
- sottufficiale di 3ª classe[14] Maya Gibson, interpretata da Felisha Cooper.

### Altri personaggi
- Bertrise, interpretata da Hope Olaide Wilson
- Darien Chandler, interpretata da Tracy Middendorf
- Ashley Chandler, interpretata da Grace Kaufman
- Sam Chandler, interpretato da Aidan Sussman
- Jed Chandler, interpretato da Bill Smitrovich
- Amy Granderson, interpretata da Alfre Woodard
- Presidente Jeffrey "Jeff" Michener, interpretato da Mark Moses
- Sean Ramsey, interpretato da Brían F. O'Byrne
- Ammiraglio Konstantin Nikolajewitsch Ruskov, interpretato da Ravil Isyanov
- Niels Sørensen/"Paziente Zero", interpretato da Ebon Moss-Bachrach
- Thorwald, interpretato da Titus Welliver
- Kelly Tophet, interpretata da Alice Coulthard
- Ava Tophet, interpretata da Jade Pettyjohn
- Kathleen Nolan, interpretata da Jade Chynoweth
- Allison Shaw, interpretata da Elisabeth Röhm
- Alex Rivera, interpretata da Nestor Serrano
- Presidente Peng, interpretato da Fernando Chien
- Jesse, interpretata da Dichen Lachman
- Takehaya, interpretato da Hiroyuki Sanada
- Kyoko, interpretata da Ayako Fujitani
- Toshiro, interpretato da Eidan Hanzei
- Howard Oliver, interpretato da John Cothran
- Christine Slattery, interpretata da Ele Keats

## Produzione
Nel luglio 2012 il network TNT ha ordinato un episodio pilota per una potenziale serie basata sul romanzo The Last Ship di William Brinkley. L'episodio pilota è stato scritto da Hank Steinberg e Steve Kane, e diretto da Jonathan Mostow.
La serie è prodotta dalla Platinum Dunes di Michael Bay, Brad Fuller, Andrew Form. Hank Steinberg e Steve Kane sono tra i produttori esecutivi, inoltre Steinberg è lo showrunner della serie.
La serie TV è stata girata nei pressi di San Diego, anche a bordo della USS Halsey (DDG-97) e della USS Dewey (DDG-105), che nello sceneggiato sono la USS Nathan James (DDG-151) e sulla nave museo USS Iowa (BB-61). Nessuna nave della Marina degli Stati Uniti ha mai portato il nome USS Nathan James, così come l'identificativo attribuito all'unità (DDG-151) non è mai stato assegnato a nessuna nave della stessa classe di appartenenza.
La serie è stata riconfermata per una seconda, terza, quarta e quinta e ultima stagione.